# Csúfok (regény)
A Csúfok (2005) Scott Westerfeld sci-fi regénye. A könyv eredetileg egy trilógia első része, utána következik a Szépek (2005) és a Különlegesek (2006). A sorozat azóta kibővült egy negyedik résszel, amelynek címe Extrák (2007).

## Az író
Scott Westerfeld 1963. május 5-én született Dallasban. Most ideje nagy részét Sydneyben és New Yorkban tölti. Az Evolutio's Darling c. könyvével elnyerte a The New York Times Notable Book (2000) díját és a Philip K. Dick-díjat. The Risen Empire és a The Killing of Worlds első és második részei ugyanannak a könyvnek, amelynek eredeti címe : Succession. 2005-ben The Risen Empire címmel egy kötetben Angliában is megjelent. Írt folytatásos könyveket, valamint egyedülálló könyveket is.

## Szereplők
- Tally Youngblood: a trilógia egyik főszereplője. A barátai "Bandzsi"-nak becézik, mert ilyen a szeme.
- Shay: Tally legjobb barátnője lesz, amikor Tally visszafele jön Újszéphelyről. Ő az egyik fő ok, hogy Tallynek Füstösbe kell mennie. Az alakja miatt beceneve Cingár.
- David: amikor Tally Füstösbe megy, egymásba szeretnek. Maddy és Azel fia.
- Maddy: David anyja, aki férjével együtt orvosok, ők Füstös alapítói.
- Azel: David apja, aki később meghal egy orvosi kísérletben.
- Peris: a történet elején széppé változtatják. Ők Tallyvel kiskoruk óta legjobb barátok.
- Dr. Cable: a Különleges Körülmények Ügyosztályán dolgozik. Ő küldi Tallyt Füstösbe.

## Történet
A történet egy távoli jövőben játszódik, ahol mindenki aki betöltötte a 16-dik életévét átesik egy műtéten. Ez a műtét abból áll, hogy megváltoztatják az ember testét, és a gondolkodását is. Akkortól kezdve ő felnőttnek vagy Szépnek számít. Azokat a fiatalokat, akik még várnak a műtétre, Csúfoknak nevezik. A főhős Tally Youngblood egy csúf. Legjobb barátja 3 hónappal idősebb nála, így ő előbb esett át a műtéten, mint Tally. Tally egyik nap találkozik Shayel, akiről kiderül, hogy egy napon született Tallyvel. Ugyanaz a helyzet mindkettőjükkel. Nemsokára itt a műtét, de Shay hezitál. Rengeteg barátja nem hagyta, hogy megműtsék, helyette elszökött egy olyan helyre ahol mindenki csúf marad élete végéig. Ezt a helyet úgy hívják, hogy Füstös. Shay úgy dönt nem lesz szép, ha rajta múlik, úgyhogy felajánlja Tallynek, hogy menjenek együtt, de Tally nemet mond. Shay a biztonság kedvéért ad neki egy rejtelmes leírást, hogyan kell eljutni Füstösbe, majd megesketi hogy nem beszél erről senkinek. Végül eljön a nap amikor Tallyért jönnek és elviszik a kórházba. Hosszabb várakozás után azonban közlik vele nem eshet át a műtéten addig, amíg nem megy Shay után és árulja el, hogy pontosan hol van Füstös. Nehéz választás elé állítják Tallyt: elárulja Füstöst, bár ígéretet tett Shaynek, hogy ilyet nem tesz, vagy élete végéig csúf marad és soha többet nem látja Perist, akinek szintén ígéretet tett. Tally végül úgy dönt, hogy elindul Füstös felé, hogy utána szép lehessen. Ám amikor oda ér és megismeri az ott élő embereket rá jön, hogy Füstös sokkal több annál, mint amit gondolt. Egy óriási titkot osztanak meg vele. Ami megingatja, és úgy dönt Füstösben marad, főleg, hogy szerelmes lesz az ott élő Davidbe. Ám egy szerencsétlen véletlen miatt mégis elárulja őket.

## Magyarul
- Csúfok. Regény; ford. Bosnyák Viktória; Könyvmolyképző, Szeged, 2007

## Külső hivatkozások
- https://web.archive.org/web/20091020041432/http://konyvmolyok.blogspot.com/2008/04/scott-westerfeld-csfok_21.html
- https://web.archive.org/web/20081109045902/http://bookline.hu/product/home!execute.action
- https://web.archive.org/web/20081107075636/http://scottwesterfeld.com/blog/